# 처인성로
처인성로는 경기도 용인시 처인구 남사읍 봉명사거리에서 이동읍 사리막골삼거리를 잇는 37.7km의 도로이다.

## 노선
전 구간이 지방도 제321호선에 속하기 때문에 이에 따른 표시는 하지 않음.
| 이름                    | 접속 노선                          | 소재지 |        | 비고 |
| ----------------------- | ---------------------------------- | ------ | ------ | ---- |
| 봉명사거리 (수세교차로) | 국가지원지방도 제23호선 (천덕산로) | 용인시 | 남사읍 |      |
| 미동골고개              |                                    | 용인시 | 남사읍 |      |
| 봉무교                  |                                    | 용인시 | 남사읍 |      |
| 후촌교                  |                                    | 용인시 | 남사읍 |      |
| 창리교                  |                                    | 용인시 | 남사읍 |      |
| 남곡사거리              | 국가지원지방도 제82호선 (경기동로) | 용인시 | 남사읍 |      |
| 아곡교                  |                                    | 용인시 | 남사읍 |      |
| (이름없음)              | 한숲로                             | 용인시 | 남사읍 |      |
| 중동교                  |                                    | 용인시 | 남사읍 |      |
| 완장3리.중동사거리      | 상동로                             | 용인시 | 남사읍 |      |
| 모스전자입구삼거리      |                                    | 용인시 | 이동읍 |      |
| 가드넥. 서진판지입구    |                                    | 용인시 | 이동읍 |      |
| 사리째고개              |                                    | 용인시 | 이동읍 |      |
| 하반교차로 (서리2교)    | 서리로                             | 용인시 | 이동읍 |      |
| 서리터널                |                                    | 용인시 | 이동읍 |      |
| 서리1교                 |                                    | 용인시 | 이동읍 |      |
| 사리막골삼거리          | 지방도 제318호선 (백자로)          | 용인시 | 이동읍 |      |

## 주요 시설및 건물
- CU 남사봉명점 (처인성로 25/봉명리 74-1)
- 로젠택배 오산동탄점 (처인성로 50/봉명리 53-7)
- 기아자동차 오산교육센터 (처인성로 57/봉명리 44-1)
- S-OIL 한숲시티주유소 (처인성로 912/완장리 498)
- 롯데택배 처인집배센터 (처인성로 1070/완장리 14)
- 남사냉동물류센터 / 쿠팡풀필먼트서비스 용인2&3센터 (처인성로 1027)